# Oberengadin

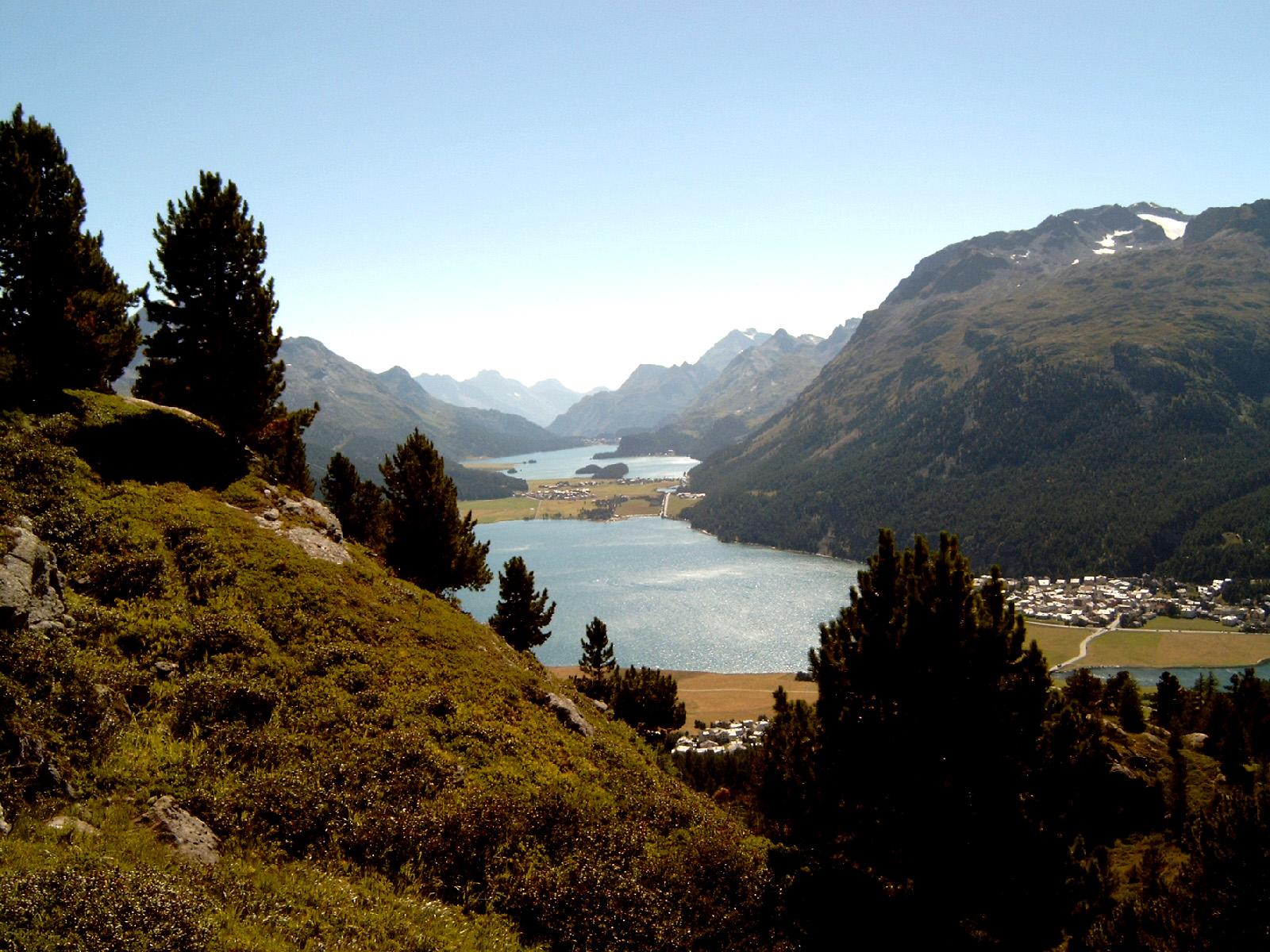
Die Oberengadiner Seenplatte: Silvaplanersee (vorne) und Silsersee (hinten), rechts der Ausläufer des Champfèrersees

Oberengadin, historisches Luftbild von Werner Friedli (1949)

Das Oberengadin (rätoromanisch im Idiom Puter rätoromanisch Engiadin'Otaⓘ, früher Engiadina Sura) ist ein inneralpines Hochtal im Kanton Graubünden.

## Geografie
Das Tal bildet die südwestliche Hälfte des Engadins, die durch die Punt Ota (= Hohe Brücke) zwischen Cinuos-chel und Brail vom Unterengadin getrennt ist. Weitgehend deckungsgleich mit der Region ist der gleichnamige Kreis. Durch den Silsersee verläuft die politische Grenze zum Kreis Bergell.

### Seen
Das Tal wird durchflossen vom Inn. Ein landschaftliches Merkmal sind die Seen im Bereich der sogenannten Engadiner Seenplatte mit dem Silsersee, Silvaplanersee, Lej da Champfèr und St. Moritzersee. Arven-, Lärchenwälder und Gletscher sowie die Höhenlage von 1'600–1800 m ü. M. bestimmen das Klima. Die grünen Wiesen im Tal sind beiderseits von schneebedeckten Bergen umgeben. Die Abhänge der südlichen Berge sind mit Nadelwäldern bedeckt; darüber erstrecken sich Alpweiden, deren Grenzlinien an den Hängen gut erkennbar sind.

### Pässe
Das Oberengadin ist durch den Berninapass mit dem Puschlav (Val Poschiavo), durch den Malojapass mit dem Bergell (Val Bregaglia), durch den Julierpass mit dem Oberhalbstein (Surses) und durch den Albulapass mit dem Albulatal (Val d'Alvra) verbunden.

### Orte
In von Südwesten nach Nordosten verlaufender Richtung und mit abfallender Höhe:
- Maloja (romanisch Malögia, eine Fraktion und ehemalige Alp des Bergeller Dorfes Stampa und daher politisch zum italienischsprechenden Bergell gehörend),
- Sils (Segl),
- Silvaplana (Silvaplauna),
- Surlej (politisch zu Silvaplana gehörig),
- Champfèr (eine zweigeteilte Fraktion, welche durch einen Dorffluss zwischen St. Moritz und Silvaplana politisch aufgeteilt ist),
- St. Moritz (San Murezzan),
- Celerina (Schlarigna),
- Pontresina (Puntraschigna),
- Samedan,
- Bever und
- schliesslich die Dörfer der Plaiv:
  - La Punt Chamues-ch,
  - Madulain,
  - Zuoz,
  - S-chanf,
  - Chapella,
  - Susauna und
  - Cinuos-chel (drei Fraktionen der Gemeinde S-chanf).

### Meteorologie
Das Oberengadin ist zwei Windströmungen ausgesetzt, dem Malojawind und der Brüscha.

## Sprachen
Angestammte Sprache im ganzen Oberengadin, mit Ausnahme des italienischsprachigen Maloja (wo der Bergeller Dialekt, Bargaiot, heimisch ist), ist das Puter. Mit Aufkommen des Tourismus haben das Deutsche und das Italienische stark an Einfluss gewonnen.
In St. Moritz, Madulain und Pontresina ist das Deutsche alleinige Amtssprache, im übrigen Oberengadin teilen sich Puter und Deutsch diese Funktion.
Die Schulsprache hingegen ist weitgehend rätoromanisch. Samedan, Pontresina und Bever führen zweisprachige deutsch-romanische Schulgemeinden, St. Moritz ist auch hier deutschsprachig mit Romanisch als erster Fremdsprache.

## Brauchtum
Im Januar und Anfang Februar finden die Schlittedas statt, anfangs März das Fest Chalanda Marz.

## Geschichte

### Altertum
Aus der mittleren Bronzezeit ist auch die Quellfassung von St. Moritz datiert, und für die Region von Zernez bis St. Moritz ist die Breno-Kultur belegt.
15 v. Chr. wurde das Engadin als Teil der Provinz Rätien ins Römische Reich eingegliedert, weil Rom die Pässe nach Germanien brauchte. Funde entlang der Römerstrassen zeugen von deren Bedeutung, und vom römischen Ausbau der Verbindungsstrassen profitierte Rätien bis ins frühe Mittelalter hinein. Nach dem Ende des Römischen Reichs wurde das Engadin mit Rätien Teil des Ostgotenreichs, 536 fiel es an die Franken. Die weltliche und geistliche Herrschaft lag ab dem 7. Jahrhundert in den Händen des Adelshauses der Zacconen, die auch Viktoriden genannt wurden.

### Mittelalter
806 wurde die Provinz in Ober- und Unterrätien durch Karl den Grossen geteilt, das Engadin wurde Teil von Oberrätien. 916 fiel das Oberengadin an das Herzogtum Schwaben, aber es hatte auch seine eigenen Grafen. Graf Dedalrich verkaufte 1139 sein Land an das Bistum Chur, von dem sich die Oberengadiner erst 1494 freikaufen konnten. Im Hochmittelalter konnte der Bischof von Chur dank Schenkungen und Privilegien seinen Einfluss im Oberengadin ausbauen. 1137 und 1139 kaufte er die Güter der Grafen von Gamertingen zwischen Punt Ota und St. Moritz und wurde dadurch mächtigster Herrscher der Region.
Seit 1367 war das Oberengadin Teil des Gotteshausbundes, eine begrenzte Selbstverwaltung war trotzdem möglich. Politische Nutzniesser waren die bischöflichen Ministerialen aus dem Hause Planta, deren Aufstieg nach 1250 einsetzte. Daneben spielte die Familie Salis aus Samedan eine bedeutende Rolle. 1438 kam es zur Zweiteilung der Region ungefähr bei der ehemaligen Siedlung Las Agnas in die Gerichtsgemeinden Sur (= oberhalb) und Suot (= unterhalb) Funtauna Merla, womit der Rivalität zwischen Samedan und Zuoz Rechnung getragen wurde. Einzelne Siedlungen schlossen sich zu Nachbarschaften zusammen, wie die Chantuns Sils und Fex 1477. Ab 1526 wurden die bischöflichen Rechte ausgekauft, und das Gemeineigentum wurde 1538 bis 1543 aufgeteilt.

### Reformation und Neuzeit
Ab 1534 liess der Landammann Johann Travers aus Zuoz biblische Schauspiele mit geistlichem Inhalt erstmals in rätoromanischer Sprache durchführen, die eine grosse Wirkung auf die Bevölkerung hatten. 1550 bis 1577 nahm das Oberengadin das reformierte Glaubensbekenntnis an. 1552 bis 1562 schufen die beiden Reformatoren Jachiam Tütschett Bifrun und Ulrich Campell mit Bibelübersetzungen die rätoromanische Schriftsprache. Mehrere Druckereien mit Namen Saluz, Dorta, Gadina und Janett förderten danach ein eigenständiges und angeregtes Geistesleben.
1798–1800 war das Engadin Schauplatz der Kämpfe zwischen Franzosen und Österreichern. Seit 1851 gliedert sich das Engadin in die Bezirke Inn und Maloja mit den Kreisen Oberengadin, Obtasna, Untertasna und Ramosch.
Wirtschaftlich war die Berglandwirtschaft seit jeher nach Oberitalien ausgerichtet. Der Export von Grossvieh, Kleinvieh, weitere landwirtschaftliche Produkte, Holz und Erz finanzierte die Importe wie Getreide, Wein und Salz. In der Neuzeit hatten die temporären Auswanderer, die Randulins, die 1603–1766 als Engadiner Zuckerbäcker einträgliche Privilegien in Venedig genossen, wesentlich zum wachsenden Wohlstand beigetragen. Nach der Kündigung des Vertrags durch Venedig emigrierten viele Engadiner in andere italienische Städte sowie in weitere europäische Zentren.
1820–1840 wurde die Obere Strasse über den Julierpass und den Malojapass gebaut, 1845–1872 die Talstrasse erstellt. Die Eröffnung des Gotthardtunnels 1882 liess den Transitverkehr mit Postkutschen und die damit verbundenen Geldeinnahmen der Säumerei über die Bündner Pässe einbrechen. Diese Lücke wurde durch den nach 1850 aufkommenden Trink-, Badekuren- und Alpintourismus allmählich kompensiert.
1903–1913 wurde die Albulabahn der Rhätischen Bahn als Verbindung ins Oberengadin erstellt und kurbelte den Tourismus weiter an. Der Erste Weltkrieg beendete rasch die goldene Zeit der Grandhotels. Die Wirtschaftskrise nach 1929 vernichtete weitere touristische Arbeitsplätze. Ab 1925 wurde das Strassennetz für das Automobil ausgebaut, 1938 der Flugplatz in Samedan vorerst als Militärflugplatz errichtet. Die Erschliessung mit Seilbahnen und Skiliften liess den Wintertourismus ab 1945 stark ansteigen, die Olympischen Winterspiele in St. Moritz 1928 und 1948 sorgten für weltweite Publizität. Die erste Ausbauphase der Wasserkraft war 1932 beendet, ohne die Seen im Oberengadin anzutasten. Ab 1954 wurden weitere Projekte der Engadiner Kraftwerke realisiert, die Staumauern Punt dal Gall und Livigno waren die grössten Bauwerke. Der bestehende Strassenübergang des Albulapasses ist im Winterhalbjahr gesperrt; nur der Julierpass kann ausser in schneereichen Wintern ganzjährig befahren werden.

## Trivia
Die Oberengadiner Seen waren Teil des Projekts «Das Blaue Wunder» von Ernst Camichel Bromeis.